# Capps Creek Township
Capps Creek Township est un township du comté de Barry dans le Missouri, aux États-Unis,. En 2000, le township comptait une population de 570 habitants. Fondé en 1845, il est baptisé en référence à Capps Creek, un cours d'eau qui passe dans le township.

## Source de la traduction
- (en) Cet article est partiellement ou en totalité issu de l’article de Wikipédia en anglais intitulé « Capps Creek Township, Barry County, Missouri » (voir la liste des auteurs).